# Kundian

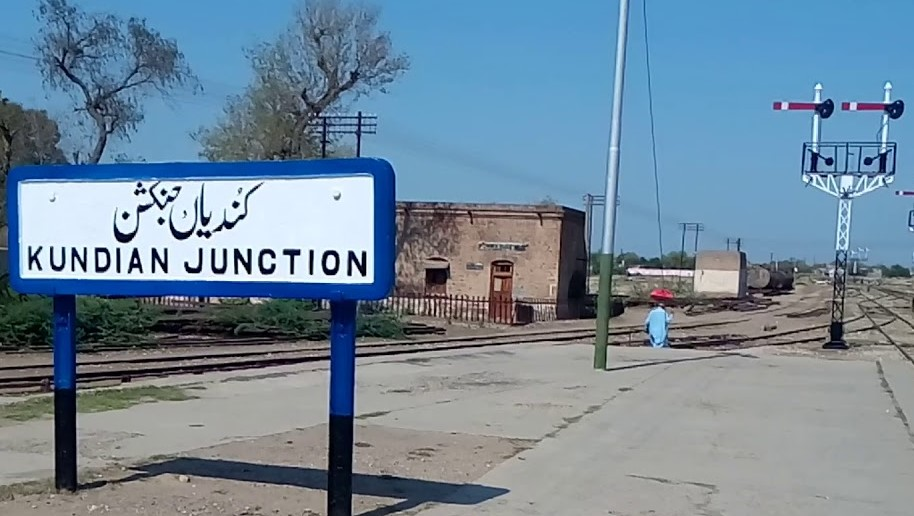
Estación de ferrocarril Kundian

Kundian es una localidad de Pakistán, en la provincia de Punyab.

## Demografía
Según estimación 2010 contaba con 36 677 habitantes.